# Typhloglomeris kosswigi
Typhloglomeris kosswigi är en mångfotingart som först beskrevs av Sergei I. Golovatch 1989.  Typhloglomeris kosswigi ingår i släktet Typhloglomeris och familjen Glomeridellidae. Inga underarter finns listade i Catalogue of Life.